# Morning Café
 (juin 2020).
Si vous disposez d'ouvrages ou d'articles de référence ou si vous connaissez des sites web de qualité traitant du thème abordé ici, merci de compléter l'article en donnant les références utiles à sa vérifiabilité et en les liant à la section « Notes et références ».
Morning Café est une émission de télévision française matinale diffusée M6 du 5 septembre 2005 au 27 juin 2008.

## Principe
Cette émission succède à C'est pas trop tôt !. 
Elle est plus concentrée sur l'actualité.

## Présentation
Elle fut présentée par Zuméo et coprésentée par Julie Taton de 2005 à 2006 et par Pierre Mathieu de 2006 à 2008.

## Arrêt
L'émission prit fin lorsque M6 décide de l'arrêter car elle enregistrait des mauvaises audiences.
Le Morning Café est remplacée par Drôle de réveil !, émission déjà existante mais rallongée, à partir du 1er septembre 2008.